# Sawakin
Sawakin (Arabisch: Sawākīn, سواكن), ook wel Soeakin genoemd, is een havenstad in Soedan. Volgens de volkstelling van 1983 had de stad 18.030 inwoners; in 2008 werd het aantal inwoners geschat op 42.162.
Sawakin ligt aan de Rode Zee, ongeveer 45 kilometer ten zuiden van Port Sudan. Tot de aanleg van Port Sudan begin 20e eeuw was Sawakin de belangrijkste havenstad van het land en een van de belangrijkste havens aan de Rode Zee. Dagelijks varen veerboten tussen Sawakin en Jeddah in Saoedi-Arabië.
De oude stad ligt grotendeels op een eiland. Vandaag de dag zijn er alleen ruïnes over van de uit de 17e en 18e eeuw stammende huizen, die gebouwd werden van koraal.

## Geschiedenis
De stad was mogelijk in de middeleeuwen een centrum van het christendom. Er zijn aanwijzingen dat Ethiopische pelgrims van Sawakin naar Jeruzalem vertrokken. De christelijke invloed verdween echter na de verovering van het christelijke Nubië door de islamitische mammelukken in de 14e eeuw.
Sultan Selim I van het Ottomaanse Rijk veroverde de stad in 1517. Hierna werd Sawakin de residentie van de pasja van Habesj, de Ottomaanse provincie langs de Rode Zee. De stad was een centrum van de slavenhandel.
Osman Digna, een generaal van de mahdistische opstandelingen tegen de Britten in de jaren 1880, werd geboren in Sawakin. Osman Digna werd in 1884 verslagen bij Sawakin door de Britten, die de stad vervolgens als uitvalbasis gebruikten tegen de opstandelingen.

## Natuur
Voor de kust ligt de Sawakinarchipel, een verzameling van kleine koraaleilanden. Hier is een nationaal park van 1500 km² met koraalriffen. Hier komen walvishaaien, tijgerhaaien en zijdehaaien voor.